# Zane Huett
Zane Huett, född 9 maj 1997 i Riverside, Kalifornien, är en amerikansk barnskådespelare.
Huett är mest känd för sin roll i tv-kanalen ABC:s tv-serie Desperate Housewives, där han spelar Lynette Scavos son Parker Scavo. Det är hans första roll i en tv-serie. Andra filmer han har varit med i är bland andra Mysterious Skin.